# 努瓦扬拉普莱讷
努瓦扬拉普莱讷（法語：Noyant-la-Plaine，法語發音：[nwajɑ̃ la plɛn] ⓘ）是法国曼恩-卢瓦尔省的一个旧市镇，属于索米尔区。2016年1月1日，努瓦扬拉普莱讷和相邻的另外2个市镇合并为新市镇蒂法兰（Tuffalun）。

## 地理
努瓦扬拉普莱讷（47°16'30"N, 0°21'37"W）面积4.99 平方千米，位于法国卢瓦尔河地区大区曼恩-卢瓦尔省，该省份为法国西部内陆省份，大致对应安茹地区，北起顺时针与马耶讷省、萨尔特省、安德尔-卢瓦尔省、维埃纳省、德塞夫勒省、旺代省、大西洋卢瓦尔省和伊勒-维莱讷省接壤。
与努瓦扬拉普莱讷接壤的市镇（或旧市镇、城区）包括：蒂法兰、布里涅、卢埃尔、吕涅、索尔热洛皮塔勒。

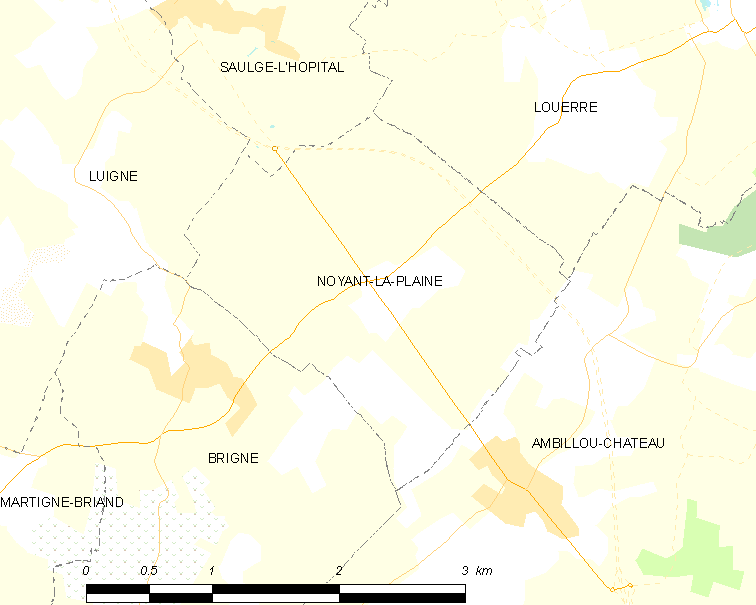
努瓦扬拉普莱讷的OSM定位图

努瓦扬拉普莱讷的时区为UTC+01:00、UTC+02:00（夏令时）。

## 行政
努瓦扬拉普莱讷的邮政编码为49700，INSEE市镇编码为49230。

## 政治
努瓦扬拉普莱讷所属的省级选区为安茹地区杜埃县。

## 人口

1962-2008年间努瓦扬拉普莱讷人口变化图示

努瓦扬拉普莱讷于2018年1月1日时的人口数量为355人。